# Mikael Gunnulfsen
Mikael Gunnulfsen (25 marzo 1993) è un fondista norvegese.

## Biografia
Attivo dal febbraio del 2010, in Coppa del Mondo Gunnulfsen ha esordito il 3 febbraio 2016 a Drammen in sprint (33º) e ha conquistato la prima vittoria, nonché primo podio, nella staffetta mista disputata l'11 dicembre 2022 a Beitostølen; non ha preso parte a rassegne olimpiche o iridate.

## Palmarès

### Coppa del Mondo
- Miglior piazzamento in classifica generale: 77º nel 2023
- 1 podio (a squadre):
  - 1 vittoria

#### Coppa del Mondo - vittorie
| Data             | Località    | Nazione  | Spec.                                                                  |
| ---------------- | ----------- | -------- | ---------------------------------------------------------------------- |
| 11 dicembre 2022 | Beitostølen | Norvegia | 4x5 km (con Lotta Udnes Weng, Silje Theodorsen e Simen Hegstad Krüger) |